# Östergötlands runinskrifter 106-108
Östergötlands runinskrifter 106-108 är tre runstensfragment som finns på
Kärna kyrkogård, i Malmslätt, Linköpings kommun. 
Möjligen kommer fragmenten från två eller tre runstenar av granit, som är daterade till vikingatiden. Dessa betecknas Ög 106, Ög 107 och Ög 108. Endast ett fåtal runor återstår på varje fragment. 

## Ög 106
På Ög 106 syns endast "þu-", som inte medger någon konjektur, samt del av ett djurmotiv 

## Ög 107
På Ög 107 ...(t)i : baþa : istina : at : i... som uttyds "... [ræis]ti baða stæina at ..." det vill säga "... [res]te båda stenarna efter I...". Eventuellt utgör Ög 107 toppen av Ög 106.

## Ög 108
På Ög 108 "...isþi : a-..." som uttytts "... [r]æisþi æ[ftiR]/a[t] ..." , det vill säga "...reste e[fter]/å[t]...".  På Ög 108 syns också delar av ett kors.